# Silvia Ronchey

Silvia Ronchey (2017)

Silvia Ronchey (* 13. März 1958 in Rom) ist eine italienische Byzantinistin. Sie ist Professorin für Byzantinistik an der Universität Rom III.

## Leben und Wirken
Als Tochter des Journalisten, Schriftstellers und Kulturministers Alberto Ronchey (1926–2010) und der Schriftstellerin Vittoria Aliberti (1925–2022) besuchte Silvia Ronchey in den 70er Jahren das Gymnasium Massimo d’Azeglio in Turin und anschließend das Gymnasium Ennio Quirino Visconti in Rom. Bereits während ihrer Schulzeit entwickelte sie ein Interesse an der byzantinischen Kultur: „Ich verbrachte meine [Zeit] in der benachbarten Biblioteca Casanatense, oder ich ging bis zur Biblioteca Angelica. Das machte ich die letzten drei Jahre des Gymnasiums weiter und, als ich erkannte, dass die griechische Literatur nicht mit dem endete, was man damals hellenistische Epoche nannte, wie es aus den Schulbüchern hervorgeht, sondern sich über elf Jahrhunderte fortsetzte, und zwar genau in Byzanz, begann ich mich mit starker Begeisterung in dieses unbekannte Grenzgebiet zu bewegen.“
1976 entschied sich Silvia Ronchey für die Byzantinistik und im selben Jahr begann sie ihre paläographische Lehrzeit an den Handschriften des Johannesklosters in Patmos. 1981 schloss sie ihr Studium der antiken Literatur an der Universität Pisa mit einer von Franco Montanari betreuten Arbeit aus dem Bereich der byzantinischen Philologie ab. In den folgenden Jahren arbeitete sie neben Patmos auch an der Bibliothek des griechisch-orthodoxen Patriarchats von Alexandria in Ägypten, am Centre d’Histoire et Civilisation du Monde Byzantin des Collège de France in Paris und wurde mit einem Stipendium Fellow am Dumbarton Oaks Institute for Byzantine Studies in Washington D.C., wo sie mit einem der größten Byzantinisten des zwanzigsten Jahrhunderts, Alexander P. Kazhdan, zu arbeiten begann.
Von 1996 bis 2012 war sie an der Universität Siena tätig, zuletzt als assoziierte Professorin, seit 2012 lehrt sie an der Universität Rom III.
Zu Silvia Roncheys frühen wissenschaftlichen Arbeiten gehören Studien über die Chronographie des Michael Psellus, von der sie die erste italienische Übersetzung veröffentlichte, über Eustathios von Thessaloniki, über eine byzantinische Version des Lebens Buddhas (Barlaam und Josaphat), über die antiken Akten der griechischen Märtyrer und ihre ersten Aufsätze über Hypatia und Bessarion. Mit Každan war sie Co-Autorin der Studie über die byzantinische Aristokratie (L’aristocrazia bizantina). Seit den späten 1990er Jahren verfasste sie Monographien über die Kultur von Byzanz, darunter Lo Stato Byzantino, und über die Rezeption von Byzanz in der Neuzeit und Gegenwart. Im letzten Jahrzehnt entstanden Studien über Konstantinopel, Mistras, den Niedergang und Fall von Byzanz, die byzantinischen kulturellen Wurzeln der europäischen Renaissance und das historische Erbe des Kaisertitels des Zweiten Roms nach der islamischen Expansion.
Neben etwa hundert Fachaufsätzen verfasste Silvia Ronchey Bücher, die in mehrere Sprachen übersetzt wurden, wie z. B. L’enigma di Piero (Rizzoli), das mehrfach ausgezeichnet wurde, u. a. mit dem Premio Procida-Isola di Arturo-Elsa Morante 2006, Il guscio della tartaruga (Nottetempo), Il romanzo di Costantinopoli (Einaudi) und Ipazia. La vera storia (Rizzoli), verkaufsstarkes Buch, das mehrfach ausgezeichnet wurde: Premio Nazionale Letterario Pisa 2011, Premio Città delle Rose 2011, Premio Teocle 2011 und, von der Kritik einhellig begrüßt, La cattedrale sommersa (Rizzoli). Nach einer zwanzigjährigen Zusammenarbeit mit La Stampa und deren Beilage Tuttolibri schreibt Silvia Ronchey regelmäßig für die Zeitung La Repubblica. Zu ihren Radiosendungen gehören der Zyklus über den Fall von Konstantinopel in Alle 8 della sera (RadioRaiDue), die Serie über das antike, mittelalterliche und byzantinische Melodram in Di tanti palpiti (RadioRaiTre) und die Serien Contaminazioni del sacro, Il buddhismo e l’occidente und Queste anime viventi: animali, anima, mondo (RadioRaiTre). Zusammen mit dem Schriftsteller und Universitätsdozenten Giuseppe Scaraffia schrieb und führte Silvia Ronchey Kulturprogramme für die RAI durch und arbeitet dabei mit Raisat, Raiuno, Raidue und Raitre zusammen. Dazu gehört L’altra edicola, ein Kulturprogramm, das von 1994 bis 1999 auf Raidue und später auf Raisat 1 gesendet wurde.
Zusammen mit Scaraffia führte sie eine Reihe Interviews mit Persönlichkeiten der Kultur, wie Ernst Jünger, Claude Lévi-Strauss, James Hillman, David Lodge oder auch mit Jean-Pierre Vernant. Vor allem die Begegnung mit dem amerikanischen Psychoanalytiker, Essayisten und Philosophen James Hillman führte zu einer langjährigen Zusammenarbeit, die neben Fernsehinterviews in den beiden Büchern/Dialogen L’anima del mondo und Il piacere di pensare (Rizzoli) erfolgte und bis zu Hillmans Tod andauerte, dessen letztes Buch Silvia Ronchey derzeit für eine postume Veröffentlichung herausgibt.

## Deutung der Hypatia-Geschichte
Silvia Ronchey gehört zu den Wissenschaftlern, die sich in den letzten 20 Jahren mit am gründlichsten mit die Figur der Hypatia, ihrem ethischen, philosophischen, religiösen und politischen Charakter und den Umständen ihrer Ermordung auseinandersetzte. In den seit den 1990er Jahren veröffentlichten Forschungen und insbesondere in der Monographie Ipazia. La vera storia (2010), einem italienischen Bestseller und prämiertem Werk, das in Rezensionen gelobt wurde, rekonstruierte Silvia Ronchey das existenzielle und intellektuelle Schicksal der Hypatia, indem sie es in die historisch-kulturelle Realität der Spätantike und der frühen byzantinischen Zivilisation die Philosophin einordnete und sie vor den Hintergrund der turbulenten Veränderungen stellte, die der Niedergang des Heidentums und der Aufstieg des Christentums mit sich brachten.
Anhand antiker historischer Quellen und philologischer Analysen entwickelte Silvia Ronchey eine inzwischen weitgehend akzeptierte, umfassende These zu Hypatia. Ihre Forschungen wiesen die Schuld des Bischofs Kyrill von Alexandria nach, der nach Silvia Roncheys Auffassung Hypatias Ermordung nicht nur inspirierte, sondern direkt anstiftete. Darüber hinaus brachte diese Forschung die politischen und kirchlichen Gründe ans Licht, warum die christliche Kirche von Anfang an und seit Jahrhunderten hartnäckig das Bedürfnis hatte, ihre eigene Verantwortung in der Affäre zu verbergen. Darüber hinaus hebt Silvia Roncheys Interpretation den Unterschied zwischen den Positionen der lokalen ägyptischen koptischen Kirche und der Kirche in Rom gegenüber der zentralen byzantinisch-orthodoxen Kirche und den Mitgliedern ihrer gebildeten Schicht hervor, die über Jahrhunderte hinweg Bewunderer der Hypatia und hartnäckige Verfechter von Kyrills Schuld waren. Nach Silvia Roncheys Rekonstruktion sollte Hypatia darüber hinaus ein offizieller priesterlicher Status und die Anerkennung als „Meisterin“ einer der wichtigsten esoterischen Schulen der Spätantike zuerkannt werden. Als solche war Hypatia ohne jeden Zweifel sowohl Heidin als auch Platonikerin. Ihre Lehren hatten einen doppelten Zweck, explizit sowohl in „esoterischen“ Lektionen, die für alle offen waren und in öffentlichen Räumen abgehalten wurden, als auch in privaten, geheimen esoterischen Lektionen, die in ihrem Haus abgehalten wurden und einer eingeweihten Elite vorbehalten waren, zu der auch der spätere christliche Bischof Synesios gehörte, dessen Schriften die Hauptquelle für Hypatias Lehren und mystische Weisheit sind.

## Schriften
Monographien
- La Cattedrale sommersa. Alla ricerca del sacro perduto. Collana Saggi italiani, Rizzoli, Milano 2017; Best BUR 2018. ISBN 978-88-17-09465-8
- mit Paolo Cesaretti (Hrsg.): Eustathii Thessalonicensis Exegesis in canonem iambicum pentecostalem. De Gruyter, Berlin / New York 2014. ISBN 978-3-11-019521-7
- Ipazia. La vera storia. Rizzoli, Milano 2010 (Premio Nazionale Letterario Pisa 2012, Premio Teocle 2011, Premio Città delle Rose 2011; 6. Auflage 2015, revidierte und erweiterte Neuauflage Milano, BUR, 2022).
  - englische Übersetzung: Hypatia. The True Story. De Gruyter, Berlin/Boston 2021. ISBN 978-3-11-071757-0
- mit T. Braccini: Il romanzo di Costantinopoli, guida letteraria alla Roma d’Oriente. Einaudi, Torino 2010 (Premio De Lollis 2011, Premio Roma: menzione speciale 2011; 2. Auflage 2016).
- Il guscio della tartaruga. Vite più che vere di uomini illustri. Collana Narrativa, Nottetempo, Roma 2009.
- Lo Stato Bizantino. Einaudi, Torino 2002 (Premio Finale Ligure 2003, Premio Capalbio 2003; 2. Auflage 2019).
- mit Alexander P. Kazhdan: L’aristocrazia bizantina. Dal principio dell’XI alla fine del XII secolo. Sellerio, Palermo 1997 (2. Auflage 1999 mit einem Nachwort von Luciano Canfora).
- Indagine sul martirio di san Policarpo. Istituto Storico Italiano per il Medioevo, Roma 1990.
- Indagini ermeneutiche e critico-testuali sulla «Cronografia» di Psello. Istituto Storico Italiano per il Medioevo, Roma 1985.

Aufsätze und Buchbeiträge
- Libri quos mari transmisi Venetias. Busbecq, Prodromos Petra e i giacimenti librari costantinopolitani al tempo di Solimano il Magnifico. In: “La Rivista di Engramma” n. 174. 2020, S. 199–229 (engramma.it).
- Destroying the Past. Monotheism, Iconoclasm, and the Sacred, in A. Mambelli – V. Marchetto (eds.), Naming the Sacred. Religious Toponymy in History, Theology and Politics, Göttingen: Vandenhoeck & Ruprecht, 2019, S. 93–102.
- Morte accidentale di una professoressa. In margine a un recente libro su Ipazia, “Medioevo greco” 18 (2018), S. 351–371.
- Ritorno a Bisanzio. Il riemergere della Costantinopoli bizantina nello sguardo dei letterati e degli eruditi durante la caduta dell’impero ottomano, in E. Lo Sardo (direzione e ideazione), A. De Pascale – C.M. Fiorentino (a cura di), La Grande Guerra. L’Italia e il Levante, Roma, De Luca, 2017, S. 93–98.
- Perché Cirillo assassinò Ipazia?, in A. Marcone – U . Roberto – I. Tantillo (a cura di), Tolleranza religiosa in età tardoantica: IV-V secolo. Atti delle Giornate di studio sull’età tardoantica, Roma, 26-27 maggio 2013, Cassino, Edizioni Università di Cassino, 2014, S. 135–177.
- l titulus di Costantino tra conciliarismo, umanesimo e iconografia, in P. Brown – G. Dagron – J. Helmrath – A. Melloni – E. Prinzivalli – S. Ronchey – N. Tanner (a cura di), Costantino I, I-III, Istituto della Enciclopedia Italiana, Roma 2013, II, S. 645–664.
- Volti di Bessarione, in A. Rigo – A. Babuin – M. Trizio (a cura di), Vie per Bisanzio. VII Congresso Nazionale dell’Associazione di Studi Bizantini, Venezia 25-28 novembre 2009, Bari, Edizioni di Pagina, 2013, pp. 539-551.
- Tommaso Paleologo al Concilio di Firenze, in G. Lazzi – G. Wolf (a cura di), La stella e la porpora. Il corteo di Benozzo e l’enigma del Virgilio Riccardiano. Atti del Convegno di Studi (Firenze, 17 maggio 2007), Firenze, Polistampa, 2009, S. 135–159.
- Piero, Pisanello e i bizantini al concilio di Ferrara-Firenze, in Piero della Francesca e le corti italiane, catalogo della mostra, Milano, Skira, 2007, S. 13–19.
- On a Golden Bough. Bisanzio in due poesie di William Butler Yeats, in G. Fiaccadori (a cura di), «In partibus Clius». Scritti in onore di Giovanni Pugliese Carratelli, Napoli, Vivarium, 2006, S. 609–623.
- Bisanzio Continuata. Presupposti ideologici dell’attualizzazione di Bisanzio nell’età moderna, in G. Cavallo (a cura di), Lo spazio letterario del medioevo, III/1. La cultura bizantina, Roma, Salerno, 2005, S. 691–727.
- Teodora Femme Fatale, in S. Ronchey (a cura di), La decadenza, Palermo, Sellerio, 2002, S. 19–43.
- Ipazia, l’intellettuale, in A. Fraschetti (a cura di), Roma al femminile, Roma, Laterza, 1994, S. 213-258, TRAD. INGL. S. Ronchey, Hypatia the Intellectual, in A. Fraschetti (ed.), Roman Women, Chicago & London, The University of Chicago Press, 2001, S. 160–189.
- Il Martirio di San Policarpo e gli antichi Atti dei martiri da Baronio a oggi: dottrina ufficiale e realtà storica, in R. F. Taft (ed.), The Christian East, Its Institutions and Its Thought. A Critical Reflection – Papers of the International Scholary [sic] Congress for the 75th Anniversary of the Pontifical Oriental Institute, Rome, 30 May-5 June 1993 (“Orientalia Christiana Analecta” 251), Roma, Pontificio Istituto Orientale, 1996, S. 651–670.
- Filosofa e martire: Ipazia tra storia della chiesa e femminismo, in R. Raffaelli (a cura di), Vicende e figure femminili in Grecia e a Roma (Atti del Convegno di Pesaro, 28-30 aprile 1994), Ancona, Commissione per le Pari Opportunità della Regione Marche, 1995, S. 449–465.
- Bessarione poeta e l’ultima corte di Bisanzio, in G. Fiaccadori (a cura di), Bessarione e l’Umanesimo, catalogo della mostra, pref. di G. Pugliese Carratelli, Napoli, Vivarium - Istituto Italiano per gli Studi Filosofici - Biblioteca Nazionale Marciana, 1994, S. 47–65.
- Gli atti dei martiri tra politica e letteratura, in A. Momigliano – A. Schiavone (a cura di), Storia di Roma, III/2. I luoghi e le culture, Torino, Einaudi, 1993, S. 781–825.

Dialoge
- James Hillman – S. Ronchey, L’ultima immagine. Milano, Rizzoli, 2021. ISBN 978-88-17-15889-3
- Claude Lévi-Strauss, Cristi di oscure speranze, Intervista di Silvia Ronchey e Giuseppe Scaraffia, Collana Gransassi, Nottetempo, 2008.
- James Hillman, Il piacere di pensare, Conversazione con Silvia Ronchey., Milano, Rizzoli, 2001 e 20222; BUR 2004 e 20134.
- James Hillman, L’anima del mondo, Conversazione con Silvia Ronchey. Milano, Rizzoli, 1999; BUR 2001.

Übersetzungen
- Vita bizantina di Barlaam e Joasaf. Introd., trad. e note di S. Ronchey e P. Cesaretti, Milano, Rusconi, 1980; nuova edizione riveduta col titolo Storia di Barlaam e Ioasaf. La vita bizantina del Buddha, Torino, Einaudi, 2012.
- Atti e passioni dei martiri, introd. di A. A. R. Bastiaensen, testo critico e comm. a cura di A. A. R. Bastiaensen – A. Hilhorst – G. A. A. Kortekaas – A. P. Orbán – M. M. van Assendelft, tradd. di G. Chiarini – G. A. A. Kortekaas – G. Lanata – S. Ronchey, Milano, Mondadori/Fondazione Lorenzo Valla, 1987 e 20147.
- Michele Psello, Imperatori di Bisanzio (Cronografia), introd. di D. Del Corno, testo critico a cura di S. Impellizzeri, comm. di U. Criscuolo, trad. di S. Ronchey, Milano, Mondadori, 1984 e 20055.